# Rajd Kormoran 1997
Rajd Kormoran 1997 – 23. edycja Rajdu Kormoran. Był to rajd samochodowy rozgrywany od 18 do 20 lipca  1997 roku. Była to piąta runda Rajdowych Samochodowych Mistrzostw Polski w roku 1997. Rajd składał się z dwudziestu czterech odcinków specjalnych (dwa odcinki anulowano).

## Wyniki końcowe rajdu[1]
| Miejsce | Kierowca            | Pilot              | Samochód                  | Czas    | Strata | Grupa Klasa |
| ------- | ------------------- | ------------------ | ------------------------- | ------- | ------ | ----------- |
| 1       | Krzysztof Hołowczyc | Maciej Wisławski   | Subaru Impreza 555        | 1:33:59 | -      | A8          |
| 2       | Robert Gryczyński   | Tadeusz Burkacki   | Toyota Celica GT-Four     | 1:39:48 | +5:49  | A8          |
| 3       | Janusz Kulig        | Jarosław Baran     | Renault Mégane Maxi       | 1:41:20 | +7:21  | A8          |
| 4       | Leszek Kuzaj        | Artur Skorupa      | Mitsubishi Lancer Evo IV  | 1:42:01 | +8:02  | N4          |
| 5       | Jarosław Pineles    | Maciej Wodniak     | Mitsubishi Lancer Evo III | 1:44:07 | +10:08 | N4          |
| 6       | Wiesław Stec        | Maciej Maciejewski | Mitsubishi Lancer Evo III | 1:44:35 | +10:36 | N4          |
| 7       | Zbigniew Stec       | Robert Bromke      | Mitsubishi Lancer Evo IV  | 1:46:38 | +12:39 | N4          |
| 8       | Adam Magaczewski    | Andrzej Białowąs   | Ford Escort RS Cosworth   | 1:54:58 | +20:59 | A8          |
| 9       | Michał Wojdan       | Bogusław Lepiarz   | Renault Clio Williams     | 1:55:35 | +21:36 | N3          |
| 10      | Jerzy Wierzbołowski | Bogusław Lepiarz   | Ford Escort RS Cosworth   | 1:56:00 | +22:01 | A8          |